# Виллекенс, Петер Йоганнес
Петер Йоганнес Виллекенс (нидерл.  Peter Johannes Willekens SJ, 6 декабря 1881 года., Нидерланды — 27 января 1971 года, Джакарта, Индонезия) — седьмой апостольский викарий Джакарты с 23 июля 1934 года по 1952 год, член монашеского ордена иезуитов.

## Биография
24 августа 1915 Петер Йоганнес Виллекенс был рукоположён в священника в монашеском ордене иезуитов, после чего до 1925 года занимался преподавательской деятельностью. В 1928 году был отправлен на миссию в Нидерландскую Новую Гвинею.
23 июля 1934 года Римский папа Пий XI назначил Петера Йоганнеса Виллекенса апостольским префектом Батавии и титулярным епископом Зоравы. 3 октября 1934 года состоялось рукоположение Петера Йоганнеса Виллекенса в епископа, которое совершил апостольский викарий Нидерландской Новой Гвинеи и титулярный епископ Аполлонии Арнольд Йоганнес Губерт Эртс в сослужении с апостольским викарием Паданга и титулярным епископом Корны Матиасом Леонардом Трудоном Брансом и апостольским викарием Малых Зондских островов и титулярным епископом Арки Армянской Гейнрихом Левеном.
Во время Второй мировой войны Петер Йоганнес Виллекенс был представителем Святого Престола в Индонезии.
7 февраля 1950 года Святой Престол преобразовал апостольскую префектуру Батавии в апостольский викариат Джакарты и Петер Йоганнес Виллекенс стал носить титул «апостольский викарий Джакарты».
В 1952 году Петер Виллекенс подал в отставку. Скончался 27 января 1971 года в Джакарте.